# فتیش (روستا)
 قتیش  (در عربی:  قُتیش )
نام روستایی است در عزلهٔ (مخلاف العود)، در دهستان فَروَة از توابع استان صَعده در کشور یمن در شبه جزیره عربستان. 

## جمعیت
جمعیت آن (۱۸۳ ) نفر (۱۷ خانوار) می‌باشد.